# Acacia isoneura
Acacia isoneura é uma espécie de leguminosa do gênero Acacia, pertencente à família Fabaceae.